# 平仲明信
平仲 明信（ひらなか あきのぶ、男性、1963年11月14日 - ）は、日本の元プロボクサー。戸籍上の姓名は平仲 信明（ひらなか のぶあき）、一時期のリングネームは平仲 伸章。沖縄県島尻郡具志頭村（現・八重瀬町）出身。元WBA世界ジュニアウェルター級王者。
沖縄ボクサーの系譜では初めて、地元沖縄のジム（沖縄ジム。現琉球ボクシングジム）から世界王者となった。
元日本フェザー級王者の平仲信敏は5人兄弟の末弟。

## 来歴

### アマチュア時代
南部農林高校2年生の終わりにボクシングを始め、数か月後に同じ沖縄県代表の新垣諭と共にインターハイで優勝。ライバル校たる興南高校の監督であり高校の先輩でもある金城真吉からも指導を受けた。
日本大学農獣医学部時代の1984年にはロサンゼルス五輪ボクシングウェルター級に出場し、初戦となった2回戦で敗退した。アマチュア時代にオリンピック選手の三浦国宏には4敗と一度も勝てなかった。
ロス・ソウルオリンピック代表の東悟は日大の同期であり、後に平仲を頼って沖縄ジムに入門した。

### プロ時代
1985年3月24日、特例のA級としてプロデビュー。初回KO勝ち。
プロデビューから10ヵ月弱の1986年1月9日、4戦目で日本王座初挑戦。日本ジュニアウェルター級王者の田名部雅寛を6回KOに降し、王座獲得に成功。4戦目での日本王座奪取はジェームス・キャラハン、友伸ナプニと並ぶ当時最短タイ記録であった（2022年に但馬ミツロにより2戦に更新される）。その後、1988年まで9度の防衛に成功し、王座返上。
1989年4月29日、18戦目で世界初挑戦。イタリアでWBA世界ジュニアウェルター級王者ファン・マルチン・コッジ（アルゼンチン）に挑む（イタリアはコッジの祖父母の母国）。3回に2度のダウンを奪い、王座奪取寸前にまで迫るも、レフェリーの露骨な地元贔屓にも見舞われ、12回判定負け。王座獲得に失敗した。
その後は地方ジムの不利も手伝い、ノンタイトル戦すらまともに行えない状況に陥り、1990年は1試合も行えず。翌1991年も1試合しか行えなかった。
1992年4月10日、3年ぶりの世界再挑戦。メキシコでWBA世界ジュニアウェルター級王者エドウィン・ロサリオ（プエルトリコ）に挑戦。初回開始のゴングと同時に平仲が王者をラッシュでロープに詰めると、怒涛の連打で王者を圧倒。立ったまま失神したロサリオを見てレフェリーは即座に試合を止め、初回1分32秒TKO勝ちで王座奪取を果たした。このKOタイムは同階級の世界戦における最短KOタイムとして今も残っている。また、この試合以降日本人男子選手による海外での世界王座挑戦は2013年3月30日に高山勝成（当時はJBC管轄外）がメキシコでIBFミニマム級王座を獲得するまで37戦連続で失敗が続いた（JBC管轄に限ると2013年8月1日にフィリピンにて亀田和毅が41戦で止めた。女子を含めれば2008年7月に富樫直美が韓国でWBCライトフライ級暫定王座を奪取）。さらにオリンピック日本代表経験者の世界王座奪取はロイヤル小林に次いで2人目となった。
1992年9月9日、初防衛戦。東京・日本武道館で19歳の新鋭モーリス・イースト（フィリピン）と対戦。序盤から優位に試合を進めるも、11回、挑戦者の左ストレートをカウンターでまともに浴びダウン。立ち上がったものの、レフェリーストップが掛かりTKO負け。5ヵ月で世界王座から陥落した。試合後の検査でごく少量ではあったが脳内出血が確認され、引退を余儀なくされた。

### 引退後
引退後は、沖縄県豊見城市で株式会社平仲の代表取締役および平仲ボクシングスクールジム（1995年10月10日オープン）を経営し、後進の育成に励んでいる。株式会社MUGENの総合プロデューサーとしても、ボクシング興行・スポーツイベントの企画運営などを通して人材育成や環境保護に取り組み、青少年育成チャリティー・プロボクシング大会を開催するなどしている。
また日本プロボクシング界では異例の他の格闘技関係者との交流を積極的に取り組み、ジムオープン以前は正道会館にてボクシング指導も行っていた。1998年にアントニオ猪木の引退試合前のキャンプに協力、2000年に亡くなったK-1選手アンディ・フグが生前、K-1グランプリ開幕前に沖縄合宿をしていたことでも知られている。同じくK-1選手だったアンディ・オロゴンもボクシング転向後、平仲ジム所属としてデビューした（平仲ジム所属でセコンドライセンスを受給していたアンディの実兄であるボビー・オロゴンが、他の格闘技に参戦した事がJBCルール違反で問題となりライセンスを剥奪され、これが大きな要因となりアンディも半年程度で引退した）。
2022年9月14日、同年10月23日に行われる那覇市長選挙に出馬することを表明した。9月22日、父の死去を受け「選挙戦よりも喪に服すべきと判断した」 として出馬の辞退を表明した。
2023年5月14日、プロモーターとして札幌で興行を開催。これにナイジェリア国籍の2選手を出場させたが、この2選手が日本ボクシングコミッション（JBC）から承認を受けていた選手とは別人だったことが判明。替え玉事件として問題になった。
JBCによると、平仲は当初、5人（選手2人、マネジャー2人、トレーナー1人）のナイジェリア人を招へい予定だったが、5人のビザ発給、入国を確認せず、まったく別の3人を札幌に送り込んだ。JBCは3人のパスポートの提示を求めたが、平仲はこれを拒否。なおかつ興行の開催を強く要請し、翌日の興行では、ボクシング経験があるかも分からないナイジェリア国籍の2選手は1回KO負けとなった。平仲は興行後、JBCに対して3人はナイジェリアに帰国したと虚偽の説明を繰り返したが、実際は当初予定していた5人は日本に入国していなかった。JBCは問題発覚後、替え玉事件が起きた2試合の承認を取り消した。
2024年3月10日、JBCより、プロモーターライセンスの無期限停止処分が下された。

## 戦績
- アマチュア76戦67勝（64RSC・KO）9敗[7]
- プロ22戦20勝（18KO）2敗[7]